# Grbavica (wijk)

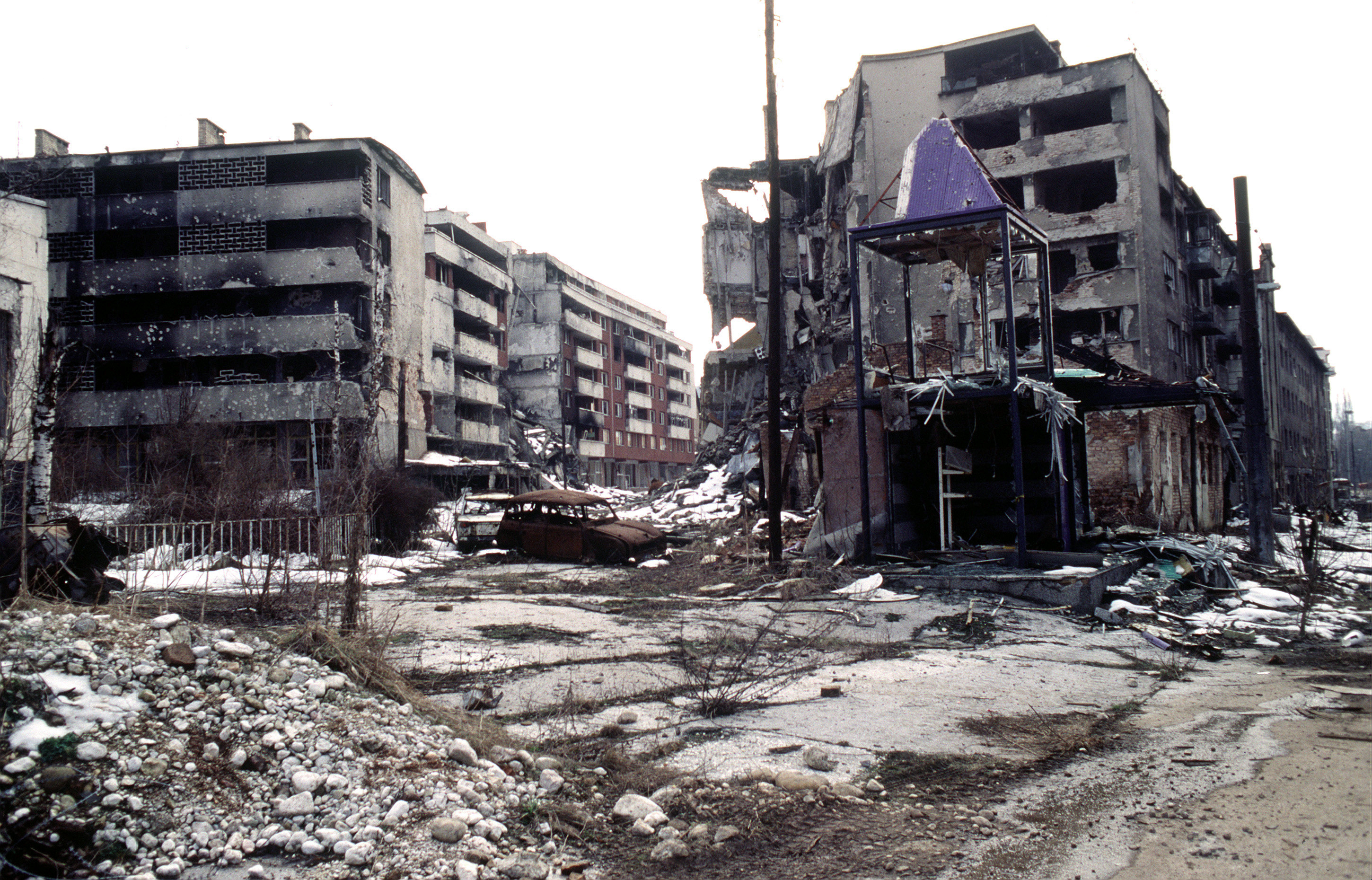
Grbavica in 1996, kort na de burgeroorlog

Grbavica is een grote wijk aan de zuidkant van de Bosnische hoofdstad Sarajevo.
De wijk Grbavica werd in de Bosnische Burgeroorlog (1992-1995) zwaar bevochten. De wijk ligt onderaan de weg die vanaf het bergdorp Pale, via de berg Trebević -beide gelegen in de Servische Republiek- naar Sarajevo leidt. In Pale was het hoofdkwartier van Radovan Karadžić gevestigd. Het was uit strategisch oogpunt dat de (Bosnische)-Serven deze wijk wilden veroveren op de Bosnische moslims. De gevechten namen ruim anderhalve maand in beslag voordat de wijk compleet kon worden afgezet en worden ingenomen. De bewoners werden gegijzeld in hun eigen wijk. Er vonden verkrachtingen en andere wreedheden plaats. De Nederlandse, Canadese en Belgische ambassades zijn in één gebouw aan de Grbavicka 4 in de wijk Grbavica gevestigd.